# Levente Kende
Levente  Kende (Boedapest, 1948) is een Hongaars-Belgisch (Vlaams) pianist. Hij was artistiek directeur en docent piano aan het Koninklijk Conservatorium Antwerpen.

## Opleiding
Kende studeerde in zijn geboortestad Boedapest aan het Bartók-Conservatorium en de Franz Liszt Muziekacademie. Daarna studeerde hij aan het Conservatorium van Moskou "P.I. Tsjaikovsky". Verder behaalde hij het Hoger Speciaal Diploma in het Koninklijk Conservatorium Brussel. In 1975 ontving hij de Alex de Vriesprijs.

## Concertmusicus
Kende concerteerde op festivals door heel Europa, zoals de festivals van Vlaanderen, Leie, Cadaques, Carpi, Bologna, Dresden, Ars Musica, Tromp Festival Eindhoven, etc. Hij promoot zowel onbekende Vlaamse en Hongaarse muziek van de 19e en 20e eeuw als eigentijdse werken. Opmerkelijke projecten van hem waren Olivier Messiaen: Vingt regards, Stefan Van Puymbroeck: Pianoconcerto en Messiaen: Turangalîla-symfonie. Verder is Kende actief geweest als begeleider van zangers, onder wie Zeger Vandersteene, en van kamermuziekensembles. Hij heeft meegewerkt aan een 50-tal platen en cd's.

## Met Heidi Hendrickx
Naast zijn solistische loopbaan vormt hij met zijn vrouw Heidi Hendrickx een pianoduo. Zij hebben werken gecreëerd van onder anderen Wim Henderickx, Luc Van Hove, Piet Swerts, Wilfred Josephs en Alfred Schnittke. Voor hun inzet ter verspreiding van Belgische muziek kregen zij de Fugatrofee van SABAM. Zij zijn de bezielers van de Pulhof-Concerten, een reeks kamermuziekconcerten te Berchem (Antwerpen) met bekende Belgische en buitenlandse musici. Hun zoon Nikolaas Kende (1981), die zij zelf hebben opgeleid, is ook concertpianist.